# Callitomis shirakii
Callitomis shirakii är en fjärilsart som beskrevs av Jinhaku Sonan 1941. Callitomis shirakii ingår i släktet Callitomis och familjen björnspinnare. Inga underarter finns listade i Catalogue of Life.